# Вейс, Волдемар

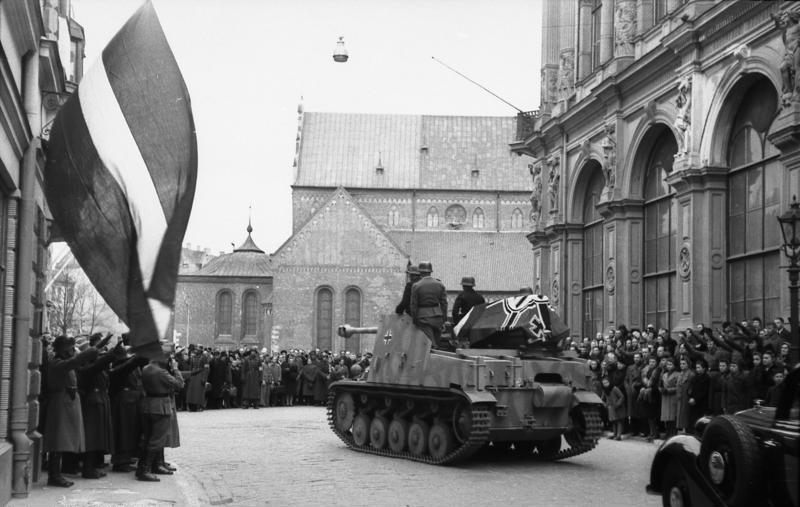
Отдание высших военных почестей в ходе похорон Волдемара Вейса — гроб с его телом, покрытый государственным военным флагом Третьего рейха, проследовал на самоходной артиллерийской установке Marder II к Домскому собору.

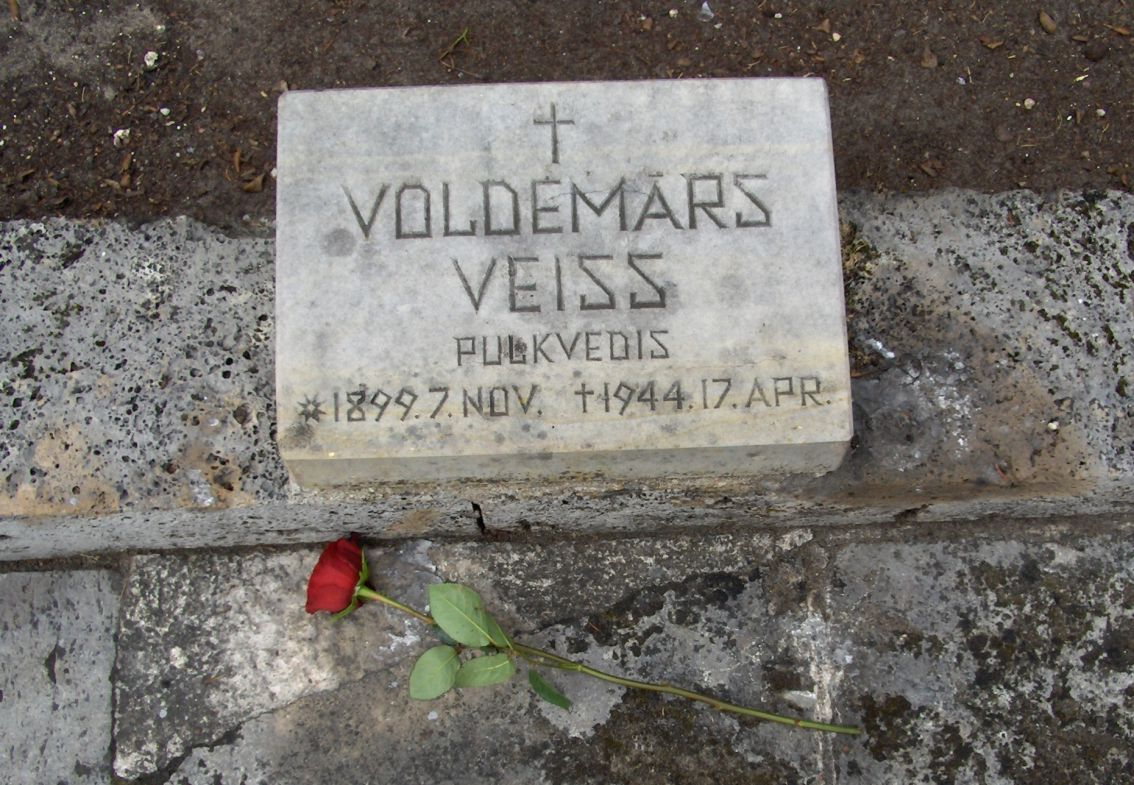
Могильный камень Волдемара Вейса на Братском кладбище в Риге

Волдемар Вейс (латыш. Voldemārs Veiss; 7 ноября 1899 − 17 апреля 1944) — подполковник латвийской армии, во время Второй мировой войны — руководитель ряда коллаборационистских формирований, штандартенфюрер Латышского добровольческого легиона СС. Первый латышский кавалер Рыцарского креста Железного креста.

## Биография

### В Латвийской армии
Родился в Риге. В 1918 году закончил Рижское городское реальное училище. 26 декабря 1918 года добровольно вступил в Отдельную студенческую роту ландесвера. В 1919−1920 гг. — участник Освободительной войны Латвии.
В мае 1919 года ему присвоено звание лейтенанта. В августе он стал комендантом Леясциемса. В 1918−1920 гг. — участник Освободительной войны Латвии в составе Отдельной студенческой роты. Позже он стал командиром роты Латгальского партизанского полка. В 1920 году присвоено звание старшего лейтенанта.
В 1922 году окончил курсы командиров, после чего в 7-м Сигулдском пехотном полку 3-й Латгальской пехотной дивизии.
В 1931 году переведен в штаб Латвийской армии, вначале был помощником начальника статистического отдела Оперативной части. С июля адъютант командующего Латвийской армии.
В 1934 году присвоено звание полковника-лейтенанта.
С 1936 года Вейс руководил отделом организации мобилизации.
В 1937 году окончил Высшую военную школу.
С 1937-го по 1938 год командовал батальоном 3-го Елгавского пехотного полка 1-й Курземской пехотной дивизии.
С 1938 года — начальник отдела организации мобилизации Латвийской армии.
В 1939 году стал латвийским военным атташе в Эстонии и Финляндии, с января 1940 года только в Эстонии.
В августе 1940 года освобожден от должности, в октябре уволен из Латвийской армии, которая стала частью РККА после присоединения Латвии к СССР. Жил в Валгунде, в марте 1941 года вернулся в Ригу.

### Вторая мировая война
С самого начала немецкой оккупации Латвии активно сотрудничал с нацистскими властями. С 7 июля по август 1941 года командир айнзатцгруппы А Вальтер Шталекер назначил Вейса начальником рижской «службы самообороны», а с 20 июля по декабрь — начальником вспомогательной Полиции порядка Риги.
В назначенном нацистами Латвийском самоуправлении занимал пост главного директора внутренней безопасности, был одним из главных организаторов вербовки латышских полицейских батальонов.
С января по 9 апреля 1943 года командовал 281-м Абренским латышским полицейским батальоном, принимавшим участие в карательной антипартизанской операции «Зимнее волшебство» в период с 15 февраля до 30 марта 1943 года в треугольнике Себеж — Освея — Полоцк, в ходе которой было убито 10-12 тысяч мирных жителей, угнано на принудительные работы 7500, сожжено 439 населённых пунктов и образовалась полоса выжженной земли шириной 15 километров в Освейском районе.
Потом был назначен командиром 42-го полка 19-й гранадерской дивизии СС.
Ранен случайным снарядом в боях на Волховском фронте в апреле 1944 года и после эвакуации в Ригу, скончался в госпитале 17 апреля 1944 года. Похоронен на Братском кладбище в Риге.

## Комментарии
1. ↑  Рисунок флага — в соответствии с описанием в постановлении Verordnung über die Reichskriegsflagge, die Gösch der Kriegsschiffe, die Handelsflagge mit dem Eisernen Kreuz und die Flagge des Reichskriegsministers und des Oberbefehlshabers der Wehrmacht. Vom 5. Oktober 1935./Reichsgesetzblatt 1935 I, S. 1285—1286, Tafel 1. Архивировано 16 октября 2007 года.